# Jon Barry
Jon Alan Barry (Oakland, 25 luglio 1969) è un ex cestista statunitense, professionista nella NBA.
È figlio di Rick Barry e fratello di Scooter, Brent, Drew e Canyon Barry, a loro volta tutti cestisti.

## Carriera
È stato selezionato dai Boston Celtics al primo giro del Draft NBA 1992 (21ª scelta assoluta).

## Statistiche

### College
| Anno      | Squadra               | PG | PT | MP   | TC%  | 3P%  | TL%  | RP  | AP  | PRP | SP  | PP   |
| --------- | --------------------- | -- | -- | ---- | ---- | ---- | ---- | --- | --- | --- | --- | ---- |
| 1987-1988 | Pacific Tigers        | 29 | 25 | 27,9 | 37,2 | 37,3 | 74,6 | 2,6 | 3,7 | 1,3 | 0,1 | 9,5  |
| 1990-1991 | Georgia T. Yel. Jack. | 30 | 30 | 36,3 | 44,4 | 36,8 | 73,2 | 3,7 | 3,7 | 1,8 | 0,5 | 15,9 |
| 1991-1992 | Georgia T. Yel. Jack. | 35 | 35 | 35,2 | 42,9 | 37,4 | 69,7 | 4,3 | 5,9 | 2,0 | 0,2 | 17,2 |
| Carriera  | Carriera              | 94 | 90 | 33,3 | 42,1 | 37,1 | 71,7 | 3,6 | 4,5 | 1,7 | 0,3 | 14,4 |

### NBA

#### Regular Season
| Anno      | Squadra          | PG  | PT | MP   | TC%  | 3P%  | TL%  | RP  | AP  | PRP | SP  | PP  |
| --------- | ---------------- | --- | -- | ---- | ---- | ---- | ---- | --- | --- | --- | --- | --- |
| 1992-1993 | Milwaukee Bucks  | 47  | 0  | 11,7 | 36,9 | 33,3 | 67,3 | 0,9 | 1,4 | 0,7 | 0,1 | 4,4 |
| 1993-1994 | Milwaukee Bucks  | 72  | 7  | 17,3 | 41,4 | 27,8 | 79,5 | 2,0 | 2,3 | 1,4 | 0,2 | 6,2 |
| 1994-1995 | Milwaukee Bucks  | 52  | 0  | 11,6 | 42,5 | 33,3 | 76,3 | 0,9 | 1,6 | 0,6 | 0,1 | 3,7 |
| 1995-1996 | G.S. Warriors    | 68  | 0  | 10,5 | 49,2 | 47,3 | 83,8 | 0,9 | 1,3 | 0,5 | 0,2 | 3,8 |
| 1996-1997 | Atlanta Hawks    | 58  | 8  | 16,6 | 40,7 | 38,7 | 80,4 | 1,7 | 2,0 | 0,9 | 0,1 | 4,9 |
| 1997-1998 | L.A. Lakers      | 49  | 1  | 7,6  | 36,5 | 29,5 | 93,1 | 0,8 | 1,0 | 0,5 | 0,1 | 2,5 |
| 1998-1999 | Sacramento Kings | 43  | 0  | 17,1 | 42,8 | 30,4 | 84,5 | 2,2 | 2,6 | 1,2 | 0,1 | 5,0 |
| 1999-2000 | Sacramento Kings | 62  | 1  | 20,7 | 46,5 | 42,9 | 92,2 | 2,6 | 2,4 | 1,2 | 0,1 | 8,0 |
| 2000-2001 | Sacramento Kings | 62  | 2  | 16,3 | 40,4 | 34,8 | 87,7 | 1,5 | 2,1 | 0,5 | 0,1 | 5,1 |
| 2001-2002 | Detroit Pistons  | 82  | 6  | 24,2 | 48,9 | 46,9 | 93,1 | 2,9 | 3,3 | 1,1 | 0,2 | 9,0 |
| 2002-2003 | Detroit Pistons  | 80  | 0  | 18,4 | 45,0 | 40,7 | 86,0 | 2,3 | 2,6 | 0,8 | 0,2 | 6,9 |
| 2003-2004 | Denver Nuggets   | 57  | 9  | 19,3 | 40,4 | 37,0 | 84,5 | 2,2 | 2,6 | 1,0 | 0,1 | 6,2 |
| 2004-2005 | Atlanta Hawks    | 16  | 0  | 17,2 | 40,3 | 34,4 | 76,9 | 1,3 | 1,8 | 0,9 | 0,1 | 5,2 |
| 2004-2005 | Houston Rockets  | 53  | 2  | 23,2 | 44,7 | 45,1 | 89,7 | 2,6 | 2,6 | 0,9 | 0,1 | 7,0 |
| 2005-2006 | Houston Rockets  | 20  | 0  | 17,1 | 38,5 | 37,5 | 82,8 | 1,6 | 1,3 | 0,7 | 0,1 | 4,3 |
| Carriera  | Carriera         | 821 | 36 | 16,9 | 43,4 | 39,2 | 84,8 | 1,8 | 2,2 | 0,9 | 0,1 | 5,7 |

#### Playoffs
| Anno     | Squadra          | PG | PT | MP   | TC%  | 3P%  | TL%  | RP  | AP  | PRP | SP  | PP  |
| -------- | ---------------- | -- | -- | ---- | ---- | ---- | ---- | --- | --- | --- | --- | --- |
| 1997     | Atlanta Hawks    | 2  | 0  | 4,5  | 0,0  | 0,0  | -    | 0,0 | 0,0 | 0,0 | 0,0 | 0,0 |
| 1998     | L.A. Lakers      | 7  | 0  | 2,6  | 0,0  | 0,0  | -    | 0,3 | 0,0 | 0,1 | 0,0 | 0,0 |
| 1999     | Sacramento Kings | 5  | 0  | 22,4 | 35,3 | 26,3 | 91,7 | 2,0 | 1,8 | 1,2 | 0,2 | 8,0 |
| 2000     | Sacramento Kings | 5  | 0  | 20,4 | 42,9 | 58,3 | 87,5 | 2,4 | 2,4 | 0,6 | 0,0 | 7,8 |
| 2001     | Sacramento Kings | 7  | 0  | 7,9  | 41,2 | 28,6 | -    | 0,4 | 0,6 | 0,1 | 0,0 | 2,3 |
| 2002     | Detroit Pistons  | 10 | 0  | 17,7 | 47,5 | 44,7 | 62,5 | 2,0 | 2,1 | 0,5 | 0,1 | 8,0 |
| 2003     | Detroit Pistons  | 14 | 0  | 12,3 | 42,6 | 45,5 | 100  | 1,7 | 1,4 | 0,6 | 0,1 | 5,0 |
| 2004     | Denver Nuggets   | 5  | 1  | 20,0 | 33,3 | 33,3 | 66,7 | 3,6 | 2,0 | 0,6 | 0,0 | 4,2 |
| 2005     | Houston Rockets  | 7  | 0  | 26,1 | 43,8 | 47,8 | 87,5 | 4,1 | 1,3 | 0,7 | 0,0 | 8,6 |
| Carriera | Carriera         | 62 | 1  | 15,0 | 40,4 | 40,3 | 85,7 | 1,9 | 1,4 | 0,5 | 0,0 | 5,3 |